# Alexander Sachs
Pour les articles homonymes, voir Sachs.
Alexander Sachs (né le 1er août 1893 à Raseiniai et mort le 23 juin 1973) est un économiste et banquier américain.
En octobre 1939, il remet la lettre Einstein-Szilárd au président des États-Unis Franklin Delano Roosevelt, suggérant que la recherche sur la fission nucléaire devait être poursuivie en vue de construire éventuellement des armes nucléaires si elles s'avéraient faisables, compte tenu de la probabilité que le Troisième Reich le ferait. Cela conduit au lancement du projet Manhattan aux États-Unis.